# Tadeusz Piekarz

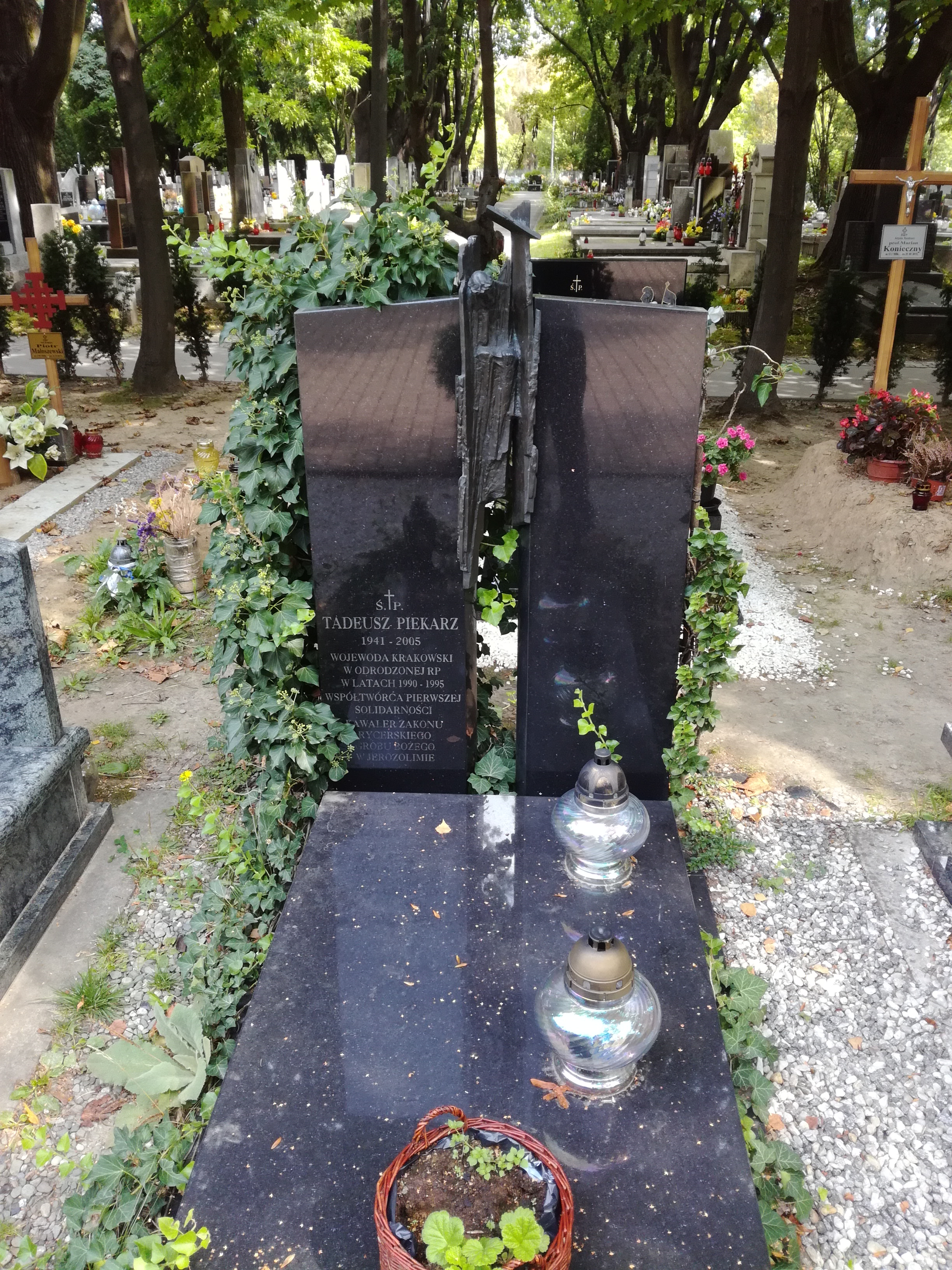
Grób Tadeusza Piekarza na cmentarzu Rakowickim

Tadeusz Ludwik Piekarz (ur. 27 października 1941 w Krakowie, zm. 1 marca 2005 tamże) – polski ekonomista, w latach 1990–1995 wojewoda krakowski.

## Życiorys
Syn Józefa i Janiny. Ukończył studia na Akademii Ekonomicznej w Krakowie. Przez wiele lat pracował w Wytwórni Sprzętu Komunikacyjnego – Państwowe Zakłady Lotnicze w Krakowie, dochodząc w 1989 do stanowiska dyrektora naczelnego. Działał w „Solidarności”, od września 1980 był członkiem Międzyzakładowego Komitetu Założycielskiego związku w Krakowie. Zasiadał w zarządzie Regionu Małopolskiego NSZZ „S”. W stanie wojennym został internowany na okres od maja do listopada 1982, później współpracował ze strukturami podziemnymi związku.
W 1990 z ramienia Krakowskiego Komitetu Obywatelskiego został mianowany przez premiera Tadeusza Mazowieckiego wojewodą krakowskim. W okresie swojej pracy na tym stanowisku działał m.in. na rzecz odnowienia Teatru im. Juliusza Słowackiego, odbudowy po pożarze budynku Filharmonii Krakowskiej, dokończenia budowy Szpitala Rydygiera w Nowej Hucie oraz Centrum Rehabilitacyjnego na Woli Justowskiej. Od maja do czerwca 1990, tj. do czasu wyboru prezydenta przez Radę Miasta Krakowa, pełnił obowiązki prezydenta Krakowa.
Został pochowany w Krakowie na cmentarzu Rakowickim w alei zasłużonych (kwatera LXIX, pas B/2/23).

## Odznaczenia, wyróżnienia i upamiętnienie
W wyróżniony tytułem „Krakowianina Roku” (1995) i Medalem Świętego Brata Alberta (1997) oraz Brązowym Medalem Cracoviae Merenti (2001). W 1996 otrzymał Krzyż Kawalerski Orderu Odrodzenia Polski. 17 sierpnia 2011 prezydent Bronisław Komorowski odznaczył go pośmiertnie Krzyżem Oficerskim tego orderu. Był kawalerem Zakonu Rycerskiego Grobu Bożego w Jerozolimie.
W 2005 jego imieniem nazwano Dom Pomocy Społecznej w Harbutowicach.